# オトナブルー
「オトナブルー」は、新しい学校のリーダーズの楽曲。2020年5月1日に配信限定シングルとしてリリースされた。

## 概要
コロナ禍において思うようなライブ活動が行えなかった中、3作連続デジタルリリース（「ケセラセラ」・「恋文」）の第一弾としてリリースされた。それまで新しい学校のリーダーズの楽曲をプロデュースしてきたH ZETT Mから変更となり、シングル曲としては初めてyonkeyが起用された。

首振りダンス

メジャーレーベルとの契約が終了し、インディーズへ移行した時期であり、ミュージック・ビデオを作る予算がなかった事から、街中で大人振る様子を自分たちの携帯電話で撮影し、SNSに投稿してプロモーションとしていた。ジャケットも同様に、100円ショップで購入したグラスを持ち、私物のデジタルカメラを使って撮影されている。
その後もTikTokなどで地道に投稿を続けていた成果もあり、リリースから3年後の2023年初頭に本楽曲の"首振りダンス"が話題となり、振り付けを真似て踊る動画が流行。アイソレーションの要素を取り入れた独特の動きはダンス未経験者でも真似しやすく、TikTokに投稿された関連動画の総再生回数は31億回を超えるとされる。リリース当初は制作されなかったミュージックビデオだが、世間の流行に乗る形で同年3月16日に正式に公開され、同月29日には「Billboard Japan Heatseekers Songs」で1位となる。
同年4月7日にYouTubeチャンネル「THE FIRST TAKE」にて本楽曲を披露すると、その週だけで437万再生を記録し、音楽部門の週間動画再生数ランキングで1位となる。同年4月12日にリリースされたEP『一時帰国』に同曲が収録された。同年6月16日にはTHE FIRST TAKEで録音されたものを音源化した「オトナブルー - From THE FIRST TAKE」が配信リリースされ、同年8月16日発売のアルバム『マ人間』に収録された。
同年12月13日リリースのアルバム『一時帰国 DELUXE』にて、リミックス版となる「オトナブルー(ハイパースクールRemix)」が収録された。

## 受賞・ノミネート
| 式典                            | 年   | 賞         | 結果 | 出典   |
| ------------------------------- | ---- | ---------- | ---- | ------ |
| TikTok上半期トレンド大賞2023    | 2023 | 大賞       | 受賞 | [ 15 ] |
| 第65回日本レコード大賞          | 2023 | 優秀作品賞 | 受賞 | [ 16 ] |
| ユーキャン 新語・流行語大賞2023 | 2023 | トップテン | 入賞 | [ 17 ] |

## カバー
- Pastel*Palettes［丸山彩（前島亜美）］ - ゲーム『バンドリ! ガールズバンドパーティ!』に収録（2024年9月12日追加）。
- AKB48 - アルバム『なんてったってAKB48』に収録（2024年12月25日）。